# Азербайджанский национальный центр (Турция)
Азербайджанский национальный центр (азерб. Azərbaycan Milli Mərkəzi, AMM) — организация, созданная в Стамбуле в 1924 году по инициативе Мамед Эмина Расулзаде и включившая в себя деятелей, уехавших из Азербайджанской Демократической Республики после установления там советской власти.
Председателем организации был Мамед Эмин Расулзаде, в её центральный комитет входили также Халил-бек Хасмамедов, Мустафа-бек Векилов, Абдулали-бек Амирджанов и Акпер-ага Ибрагим оглы Шейхульисламов.
Основной целью организации было свержение советской власти в Азербайджане. Организация занималась издательской деятельностью и сотрудничала с Мусаватским подпольем в Азербайджане. В 1927 году власти Турции прекратили помощь центру по требованию властей СССР. В 1930-х годах в организации усилились разногласия, в том числе по вопросу перевода организации в Париж или Варшаву.
30 ноября 1951 года делегация центра участвовала во встрече восточноевропейских, кавказских и туркестанских эмигрантов в Мюнхене, а 11-15 декабря 1952 года провела там конференцию совместно с национальными центрами Грузии и Северного Кавказа.
В 1953 году Расулзаде расширил организацию до 25 человек, включив в неё в основном молодёжь. После обретения Азербайджаном независимости центр принял меры по установлению с ним тесных отношений и продолжил деятельность в Турции.

## Руководители
- Мамед Эмин Расулзаде (1924—1955)
- Мирзабала Мамедзаде (1955—1959)
- Абдулвахаб Юрдсевер (1959—1976)
- Керим Одер (1976—1981)
- Мохаммад Азер Аран[азерб.] (1981—?)